# Straßgräbchen
Straßgräbchen is een plaats in de Duitse deelstaat Saksen (district Kamenz), en is sinds 01-01-2007 een Ortsteil van de stad Bernsdorf. Tot 31-12-2006 was Straßgräbchen een gemeente die deel uitmaakte van de Verwaltungsgemeinschaft Bernsdorf. Straßgräbchen telde op 31-12-2006 765 inwoners.